# Jennie Wernäng
Jennie Lisbeth Wernäng, född 18 april 1985 i Torslanda församling i Göteborg, är en svensk politiker (moderat). Hon är riksdagsledamot (statsrådsersättare) sedan 2022 för Västra Götalands läns västra valkrets.
Wernäng är statsrådsersättare för socialtjänstminister Camilla Waltersson Grönvall (M) sedan 25 oktober 2022. I riksdagen är Wernäng suppleant i civilutskottet. Tidigare har Wernäng varit kommunstyrelsens 1:e vice ordförande och därmed kommunalråd för Moderaterna  i Öckerö kommun.